# Ram Strauss
Ram Strauss (nacido el 28 de abril de 1992) es un futbolista israelí que juega para el club chipriota Nea Salamina Famagusta FC.
Su hermano mayor es el exarquero nacional israelí Sagi Strauss. Realizó las inferiores en el Maccabi Haifa Football Club.

## Clubes
| Club                 | País   | Año           |
| -------------------- | ------ | ------------- |
| Ironi Bat Yam        | Israel | 2011 - 2012   |
| Maccabi Ahi Nazareth | Israel | 2012-2013     |
| Hapoel Ramat Gan     | Israel | 2013-2014     |
| Nea Salamina         | Chipre | 2014-presente |

## Selección
| Selección     | Año       | Partidos |
| ------------- | --------- | -------- |
| Israel sub-16 | 2008      | 1        |
| Israel sub-17 | 2008-2009 | 3        |
| Israel sub-18 | 2009      | 3        |
| Israel sub-19 | 2010-2011 | 12       |
| Israel sub-21 | 2012-2013 | 2        |